# اضطرابات دهوك 2011
اضطرابات دهوك عام 2011 هي أعمال الشغب قام بها مسلمون أكراد ابتداء من 2 كانون الأول 2011 بتحريض من أئمة جوامع أثناء خطب الجمعة في مدينة زاخو محافظة دهوك، العراق، دعوا فيه إلى تدمير مخازن الخمور وصالونات التدليك. سرعان ما تطورت أعمال الشغب إلى نهب وحرق ممتلكات المسيحيين الآشوريين/الكلدان واليزيديين في مدن أخرى في المحافظة.

## خلفية
بدأت أعمال الشغب في زاخو، وهي مدينة بأقصى شمال العراق وتتبع اداريا لحكومة اقليم كردستان العراق، بالقرب من الحدود التركية. أغلبية سكانها أكراد بالإضافة إلى اقليات كبيرة من الآشوريين/الكلدان واليزيديين.

## أحداث يوم الجمعة
بدأت أعمال الشغب بتحريض من خطباء الجمعة في مدينة زاخو في شمال بعد أن دعا رجال دين مسلمين لتدمير مخازن الخمور في المدينة يوم 2 كانون الأول 2011. قام بعدها شباب اكراد غاضبون وهم يرددون شعارات معادية للمسيحيين [محل شك] بإشعال النار وتدمير المنشات السياحية المملوكة من قبل الآشوريين/الكلدان واليزيديين مثل مخازن الخمور وصالونات التدليك كما توجه المئات بعد ذلك إلى عدة نوادي اجتماعية والفنادق وقاموا بنهبها وحرقها.
تسرب العنف في نفس اليوم إلى البلدات القريبة مثل دهوك وسميل. حيث هوجم العديد من النوادي الاجتماعية الآشورية والمنازل. وفي نفس الوقت ألقى مؤيدي الحكومة الحزب الديمقراطي الكردستاني باللوم على الاتحاد الإسلامي الكردستاني ورجال الدين وهاجموا مكاتب الحزب الإسلامي في دهوك وأربيل في تلك الليلة. أن أن الحزب وفي بيان رسمي، نفى أي صلة له بأعمال الشغب.

## وصلات خارجية
- فيديو لأحداث الشغب